# 서부둥근귀박쥐
서부둥근귀박쥐(Lophostoma occidentalis)는 주걱박쥐과(신세계잎코박쥐류)에 속하는 박쥐의 일종이다. 에콰도르와 페루의 안데스산맥 서부 지역에서 발견된다.